# Ochrilidia albrechti
Ochrilidia albrechti is een rechtvleugelig insect uit de familie veldsprinkhanen (Acrididae). De wetenschappelijke naam van deze soort is voor het eerst geldig gepubliceerd in 1977 door Jago.